# 張翬
張翬，字鳳舉，直隸崑山縣人，雲南雲南中衛軍籍，明朝政治人物。進士出身。

## 生平
雲南鄉試第二十七名。成化十四年（1478年）戊戌科會試第三百四十八名，殿試登進士第三甲第一百七十一名。

## 家族
曾祖父張彥剛。祖父張得。